# Ринкевич, Анатолий Брониславович
Анато́лий Бронисла́вович Ринке́вич (род. 26 ноября 1950) — российский учёный в области нанотехнологий, физики наноструктур и высокочастотной электродинамики, физической акустики и ультразвукового неразрушающего контроля, член-корреспондент РАН (2016).

## Биография
Кандидат (1984), доктор (1997) физико-математических наук.
С 1998 года заведует лабораторией акустических методов в отделе неразрушающего контроля (с 2014 — Лаборатория углеродных наноматериалов) Уральского отделения ОНИТ. Заместитель директора по научной работе, руководитель Испытательного центра нанотехнологий и перспективных материалов.
Автор 4 монографий.
Заслуженный деятель науки РФ (2014). За работы в области электронных свойств металлов в 2008 г. присуждена премия им. академика И. М. Цидильковского.
5 февраля 2024 года награждён медалью ордена «За заслуги перед Отечеством» I степени